# ティンバー (オレゴン州)
ティンバー（Timber）は、アメリカ合衆国オレゴン州ワシントン郡にある非法人地域。人口は131人。ZIPコードは97144。家の数は59軒。17.45平方マイルの陸地に、人口密度は7.51人/㎞2である。

## 典拠
Nature of Timber vicinity